# Рупишта
Рупишта или Хрупишта (грч. Άργος Ορεστικό, до 1926. грч. Χρούπιστα) је град и седиште истоимене општине у периферији Западна Македонија, Грчка. Према попису из 2021. године било је 7.237 становника.
Према бугарском географу и историчару, Василу Канчову, у Рупишту је 1900. године живело 1.100 Словена хришћана, 720 Аромуна, 700 Турака и 170 Рома. Године 1924. турско становништво је принудно исељено у Турску а на њихово место су насељене грчке избеглице из Турске, укупно 863 особа. Након грађанског рата изграђена су два нова насеља у близини Рупишта, Стадион (првобитно Каслас) и Аеродром, која су 1971. спојена са Рупиштем.

## Познате личности
- Патрона Халил, вођа устанка из 1730 године којим је окончан период лала